# Luftsprünge
Luftsprünge ist der Titel einer deutsch-österreichischen Fernsehserie.
Im Zeitraum vom 19. Dezember 1969 bis 20. März 1970 wurden im Vorabendprogramm des ZDF (Freitag, 19.10 Uhr) insgesamt 13 Episoden ausgestrahlt.

## Inhalt
Senior Hannes Kogler ist Leiter des berühmten Sporthotels Alpenhof und der zugehörigen Skischule. Bei der Verteilung auf die Skikurse interessieren sich viele Damen für den Kurs des attraktiven Skilehrers Toni, eines Sportidols, Frauenschwarms und mehrfachen Abfahrtsiegers. Darunter ist auch die skandinavische Prinzessin Britta, die jedes Jahr anreist. Diese ist zwar reich und schön, hat aber keinerlei Talent zum Skifahren und bringt alle zur Verzweiflung. Auch Portier und Faktotum Alois ist sich mit Toni darüber einig, dass alle mehr Ruhe hätten, wenn Britta das Skifahrenlernen sein ließe.

## Trivia
Vivi Bach begann nur einen Tag nach dem Start der Serie mit ihrer großen Samstagabendshow Wünsch dir was an der Seite ihres Gatten Dietmar Schönherr, der in dieser Serie ebenfalls eine Nebenrolle spielte.

## Episodenliste
- 1. Die Eisprinzessin, 19.12.1969
- 2. Der Fuchs für den Sieger, 02.01.1970
- 3. Schneeflocke, bitte melden, 09.01.1970
- 4. Romanze in Raten, 16.01.1970
- 5. Die Apres-Skikanone, 23.01.1970
- 6. Der Kammersänger, 30.01.1970
- 7. Der Angeber, 06.02.1970
- 8. Claudia, 13.02.1970
- 9. Der goldene Schneestern, 20.02.1970
- 10. Auf Hochtouren, 27.02.1970
- 11. Der Spezial-Ski, 05.03.1970
- 12. Diebe, Ski und Phantasie, 13.03.1970
- 13. Die Abwerbung, 20.03.1970

## Wiederholungen und DVD-Veröffentlichung
1972 wurde die Serie im ZDF wiederholt, danach folgte nur 1990 noch eine Ausstrahlung im Fernsehen auf 3sat.
2016 erfolgte eine Veröffentlichung auf DVD in der Reihe Pidax Serien-Klassiker.